# Condors LFA
Los Condors son un equipo mexicano de fútbol americano de la Liga de Fútbol Americano Profesional de México (LFA), fundado el 4 de noviembre de 2015 con sede en la Ciudad de México. Fue uno de los cuatro equipos fundadores de la liga.
La primera sede en su historia fue en la ciudad deportiva de la Magdalena Mixhuca, llevándose a cabo sus juegos en el Estadio “Palillo” Martínez, en el que fueron bien recibidos por la afición los últimos de sus partidos como local fueron en el Estadio Tormenta Negra del ITESM Santa Fe , también conocido como "Territorio Emprendedor".  Sus colores tradicionales son el Negro y el Dorado. Compiten en la División Centro de la Liga de Fútbol Americano Profesional de México (LFA). 
Es uno de los equipos con más popularidad dentro de la Liga de Fútbol Americano Profesional de México (LFA), por ser uno de los equipos fundadores y estar inspirados en un equipos con mayor tradición en la Universidad Nacional Autónoma de México, los Cóndores UNAM.[cita requerida]
Para la temporada 2022 y ante la salida de su franquiciatario, el equipo anuncia una mudanza al estado de Querétaro que no logra concretarse porlo que entran en descanso para la temporada 2022.

## Historia
El equipo de Condors fue presentado ante la prensa el 4 de noviembre de 2015, y fue uno de los cuatro equipos fundadores de la Liga de Fútbol Americano Profesional de México. Su nombre y sus colores fueron elegidos como una remembranza del equipo de fútbol americano universitario Cóndores de la UNAM, fundado en 1970 y desaparecido en 1998, periodo en que ganó 10 títulos nacionales y una numerosa afición. La elección del nombre y colores para el nuevo equipo tuvo un impacto mercadológico inmediato, pues apenas se anunció la creación del equipo, y el grupo de aficionados organizados de Cóndores y Pumas CU se manifestó espontáneamente como la porra oficial, bajo el nombre de la Legión Cóndor; luego este mote también sería utilizado como apodo del equipo.

### Condors Coach Enrique Zapata

#### Temporada 2016
En su primera campaña, el equipo terminó la temporada regular con una marca de 1-5, siendo la peor campaña del equipo hasta el momento, con lo que no clasificó al Tazón México I.
El primer partido que disputaron fue el 21 de febrero del 2016 ante Eagles (ahora conocidos como Mexicas), el cual ganaron  por 30-28. A pesar de presentarse con una victoria, el resto de la temporada no pudieron volver a ganar.

#### Temporada 2017
En su segunda temporada, tampoco tuvieron éxito en su intento por clasificarse a playoffs, obtuvieron una marca de 2-5 en temporada regular, siendo el último lugar de su división.

### Condors Coach Félix Buendía

#### Temporada 2018
Previo a la tercera temporada, el equipo fue franquiciatado; su nuevo presidente hizo cambios mayores en el Personal, además de que se contó con las selecciones globales 1 y 3 del Draft 2018 (a cambio de Bruno Marquez QB #13 a Raptors). En su tercera campaña el equipo volvió a perderse la lucha por el Campeonato de la División Centro luego de tener un récord de 3-4 en temporada regular.

### Condors Campeones

#### Temporada 2019
Previo a la cuarta temporada, el franquiciatario hizo cambios en la indumentaria y casco del equipo, agragandoles el color blanco en el uniforme de visita y un casco color dorado cromado. Además de que se contó con las selección global 2 del Draft 2019, y cambiar de sede al Campo del ITESM Santa Fe.
En su cuarta campaña, Condors obtuvo una marca de 6-2 en temporada regular, en la que solo perdieron frente a los Artilleros y los Mexicas (ambos fuera de playoffs). En el campeonato de la División Centro vencieron a Mayas por 18-13, en el estadio del ITESM Santa Fe, esta fue la tercera victoria consecutiva frente a los Mayas en la temporada. Posteriormente, los Condors se coronaron campeones del circuito al derrotar a los Raptors en la disputa del Tazón México IV por 20-16, juego que se llevó a cabo el 12 de mayo de 2019 en el Estadio Azul, ante 18,000 aficionados. El MVP del Juego fue el QB #1 Diego Perez Arvizu.
entre los jugadores más destacados de la temporada se encuentran los WR Andres Salgado, Preaston Bailey, los RB Luis H. Lopez, Alamilla y rosado, además del QB Diego Perez Arvizu.

### Condors Bicampeones?

#### Temporada 2020
En su quinta campaña, el equipo se reforzó con grandes figuras, en la agencia libre y el draft para poder refrendar el título. Ente los más destacados se encuentran los WR Said Salazar, Sebastian Olvera y David Martinez, los DL Cesar Perez, Luis Ochoa y Daniel Murillo y los LB Jorge Samano, Lamberto Ruiz y Luis Canela.
Para esta temporada se vio a un equipo más completo que el año anterior, obteniendo un récord de 4-1, debutando frente a los recién ingresados y campeones de la liga FAM los Pioneros de Querétaro en el estadio de la Pirámide en Corregidora, los Condors se impusieron por un marcador abultado de 29-7 demostrando su gran juego, mantuvo el invicto hasta la semana 5 en la que cayó frente a los Mexicas, un juego de lleno de errores por parte de condors. Debido a la Pandemia del Covid-19 y a las recomendaciones del Gobierno Federal, se decidió cancelar la temporada 2020.

## Estadísticas
| Temporada | Entrenador     | Temporada regular | Temporada regular | Temporada regular   | Postemporada | Postemporada | Postemporada                |
| Temporada | Entrenador     | Récord            | Cociente          | Resultado           | Récord       | Cociente     | Resultado                   |
| --------- | -------------- | ----------------- | ----------------- | ------------------- | ------------ | ------------ | --------------------------- |
| 2016      | Enrique Zapata | 1-5               | 0.166             | 4to Liga            | –            | –            | No clasificó                |
| 2017      | Enrique Zapata | 2-5               | 0.286             | 3.º División Centro | –            | –            | No clasificó                |
| 2018      | Félix Buendía  | 3-4               | 0.429             | 3.º División Centro | –            | –            | No clasificó                |
| 2019      | Félix Buendía  | 6-2               | 0.750             | 1.º División Centro | 2-0          | 1.000        | Campeón del Tazón México IV |
| 2020      | Félix Buendía  | 4-1               | 0.800             | 1.º División Centro | –            | –            | –                           |
| 2021      | Félix Buendía  | 0-0               | 0.000             | –                   | –            | –            | –                           |
| 2022      | Descanso       |                   |                   |                     |              |              |                             |
| 2023      | Descanso       |                   |                   |                     |              |              |                             |
| 2024      | Descanso       |                   |                   |                     |              |              |                             |

     Temporada Cancelada

## Rivalidades

### Condors VSMexicas
La rivalidad entre Condors y Mexicas, es una de las más relevantes entre los equipos de la Liga de Fútbol Americano Profesional de México (LFA). La gran rivalidad de estos dos equipos se gesta desde la primera temporada de la LFA (2016), esto debido a que fueron creados con inspiración de los dos equipos más representativos del fútbol Colegial Águilas Blancas y Pumas UNAM, además de que fueron los jugadores base para estos dos equipos.
El primer enfrentamiento se dio el 21 de febrero de 2016, donde los Condors y Mexicas jugaron el segundo juego la primera temporada de la LFA, juego en el que los Condors vencieron por un marcador apretado de 30-28 en el Estadio Jesús Martínez "Palillo". En la semana 4 se llevó a cabo el segundo juego de la temporada entre estos dos equipos, donde Eagles propino la que fuera la primera blanqueada en la historia de la LFA por un marcador de 19-0 a los Condors.
Durante la segunda temporada de la LFA(2017), los equipos se enfrentaron durante la jornada 3 en la que los Condors ganaron con un marcador muy apretado, solo por 4 puntos de diferencia 24-20. En la última semana se llevó a cabo el segundo juego de la temporada entre estos dos equipos, donde Eagles ganó claramente por un marcador de 31-16.
En la temporada 3 de la LFA el juego inaugural fue Condors Vs Mexicas, en la que los Mexicas ganaron con gran superioridad por marcador de 36-19. los equipos se volvieron a enfrentaron durante la jornada 4 en la que los Condors Ganaron en un dramático juego que apenas pudieron ganar por 23-22 en el que fue uno de los mejores juegos de la temporada. Esta Temporada Mexicas ganaría el campeonato divisional y a la postre el Tazón México, Condors no clasificaría a playoffs.
Para la temporada 4 se volverían a repartir las victorias esta vez como visitantes, Mexicas le quitó el invicto a los Condors y estos los dejaron fuera de playoffs en la semana 8.

## Afición
Los Condors se caracterizan por tener una de las mejores aficiones de toda la LFA, esto se dio por su nombre y sus colores una remembranza del equipo de fútbol americano universitario Cóndores de la UNAM, fundado en 1970 y desaparecido en 1998, periodo en que ganó 10 títulos nacionales y una numerosa afición. El grupo de aficionados organizados de Cóndores y Pumas CU se manifestó espontáneamente como la porra oficial, bajo el nombre de la Legión Cóndor. Además de contar con muchos exjugadores provenientes de la UNAM en su roster.

### Apodos
- Legión Cóndor: este apodo es debido a la relación que hay con el equipo representativo de la UNAM, utilizado desde la primera temporada del club, este apodo tiene origen gracias a la porra oficial que son también porras de Pumas CU, como aficionados organizados y Cóndores.

### La mascota
Durante todas las temporadas, la mascota oficial es Conrad, que es un cóndor, esto debido a que es la mascota del equipo y por la cual llevan su nombre. El cual se presentaba durante los partidos de los condors en el Estadio palillo Martinez. Y ahora se presenta durante los partidos de los Mexicas en el Campo del ITESM Santa Fe.

## Símbolos

### Escudo

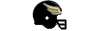
Casco Condors 16-18

Para la Inauguración de la LFA y en la actualidad el primer diseño que portó el club consta del nombre del equipo con una C grande al Principio que cubre el nombre y además cuenta con unas alas que hacen referencia a un Condor, con vivos en color dorado y negro, este escudo ha sufrido pocas modificaciones con respecto a las alas, que han variado en tamaño y forma.

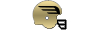
Casco Condors 2019

Este logo no es usado en el casco de los jugadores, se optó por otra opción la cual fue hacer la simulación a unas alas de Condor en los costados del casco, y para la cuarta temporada este sufrió una modificación en sus colores, los cuales se invirtieron y el casco era color oro cromado que fácilmente podía sobresalir sobre los demás equipos, el cual fue aceptado por la mayoría de los aficionados de la LFA y de los condors.

## Jugadores

### Plantel última temporada
Roster de la Temporada Actual
| N.°                | País              | Posición     | Nombre             | Edad         | Equipo Colegial                               |
| Quarterbacks       | Quarterbacks      | Quarterbacks | Quarterbacks       | Quarterbacks | Quarterbacks                                  |
| ------------------ | ----------------- | ------------ | ------------------ | ------------ | --------------------------------------------- |
| 1                  | Bandera de México | QB           | Diego Pérez Arvizu | 34 años      | Águilas Blancas IPN                           |
| 15                 | Bandera de México | QB           | Yair Marquez       | 29 años      | Archivo:Logo del IPN.svgg Águilas Blancas IPN |
| Running Backs      |                   |              |                    |              |                                               |
| 4                  | Bandera de México | RB           | Luis H López       | 32 años      | Águilas Blancas IPN                           |
| 5                  | Bandera de México | RB           | Fernando Banda     | 38 años      | Pumas CU UNAM                                 |
| 27                 | Bandera de México | RB           | Irving Alamilla    | 34 años      | Pumas CU UNAM                                 |
| 28                 | Bandera de México | RB           | Alberto Frías      | 33 años      | Pumas CU UNAM                                 |
| 32                 | Bandera de México | RB           | Allan Rosado       | 32 años      | Pumas CU UNAM                                 |
| Wide Receivers     |                   |              |                    |              |                                               |
| 3                  | Bandera de México | WR           | Oscar De la Concha | 30 años      | Pumas CU UNAM                                 |
| 8                  | Bandera de México | WR           | Omar Mendoza       | 32 años      | Águilas Blancas IPN                           |
| 10                 | Bandera de México | WR           | Rafael Gomez       | 31 años      | Burros Blancos IPN                            |
| 11                 | Bandera de México | WR           | David Martinez     | 32 años      | Burros Blancos IPN                            |
| 12                 | Bandera de México | WR           | Marco Morales      | 31 años      | Burros Blancos IPN                            |
| 13                 | Bandera de México | WR           | Said Salazar       | 33 años      | Borregos ITESM México                         |
| 16                 | Bandera de México | WR           | Sebastian Olvera   | 31 años      | Aztecas UDLAP                                 |
| 17                 | Bandera de México | WR           | Aaron Mendoza      | 32 años      | Águilas Blancas IPN                           |
| 81                 | Bandera de México | WR           | José Martinez      | 36 años      | Burros Blancos IPN                            |
| Línea Ofensiva     |                   |              |                    |              |                                               |
| 22                 | Bandera de México | TE           | Arturo Miranda     | 32 años      | Pumas CU UNAM                                 |
| 53                 | Bandera de México | OL           | Luis Rodarte       | 33 años      | Pumas CU UNAM                                 |
| 55                 | Bandera de México | OL           | Marlon Romero      | 32 años      | Centinelas CGP                                |
| 57                 | Bandera de México | OL           | Dilan Hernández    | 30 años      | Pumas CU UNAM                                 |
| 63                 | Bandera de México | OL           | Maarco Valle       | 34 años      | Pumas CU UNAM                                 |
| 66                 | Bandera de México | OL           | Mauricio Romero    | 32 años      | Pumas CU UNAM                                 |
| 77                 | Bandera de México | OL/TE        | Carlo Yannini      | 31 años      | Pumas CU UNAM                                 |
| 79                 | Bandera de México | OL           | Hector Venegas     | 35 años      | Borregos Salvajes MTY                         |
| Línea Defensiva    |                   |              |                    |              |                                               |
| 50                 | Bandera de México | DL           | Irwin Zuviri       | 30 años      | Águilas Blancas IPN                           |
| 72                 | Bandera de México | DL           | Jesus Fabela       | 31 años      | Pumas CU UNAM                                 |
| 90                 | Bandera de México | DL           | Abraham Herrera    | 32 años      | Pumas CU UNAM                                 |
| 92                 | Bandera de México | DL           | Cesar Perez Duran  | 31 años      | Borregos ITESM Toluca                         |
| 95                 | Bandera de México | DL           | Daniel Murillo     | 30 años      | Pumas CU UNAM                                 |
| 99                 | Bandera de México | DL           | Luis Ochoa         | 31 años      | Águilas Blancas IPN                           |
| Linebackers        |                   |              |                    |              |                                               |
| 2                  | Bandera de México | LB           | David Aceves       | 34 años      | Pumas CU UNAM                                 |
| 14                 | Bandera de México | LB           | Julio Obregon      | 33 años      | Borregos ITESM México                         |
| 26                 | Bandera de México | LB           | Luis Zarate        | 31 años      | Burros Blancos IPN                            |
| 33                 | Bandera de México | LB           | Daniel Vera        | 31 años      | Linces UVM                                    |
| 43                 | Bandera de México | LB           | Luis Canela        | 30 años      | Pumas CU UNAM                                 |
| 44                 | Bandera de México | LB           | Jorge Samano       | 31 años      | Leones Anáhuac Norte                          |
| 56                 | Bandera de México | LB           | Luis Bautista      | 33 años      | Burros Blancos IPN                            |
| 58                 | Bandera de México | LB/DE        | Lamberto Ruiz      | 32 años      | Potros ITSON                                  |
| Defensive Backs    |                   |              |                    |              |                                               |
| 6                  | Bandera de México | DB           | Carlos Espinoza    | 32 años      | Borregos ITESM Toluca                         |
| 7                  | Bandera de México | DB           | Emiliano Fernández | 33 años      | Pumas CU UNAM                                 |
| 20                 | Bandera de Canadá | DB           | Maiko Zepeda       | 33 años      | University of Montreal                        |
| 21                 | Bandera de México | SS           | Pedro Ledezma      | 31 años      | Borregos ITESM México                         |
| 23                 | Bandera de México | FS           | Christofer Heredia | 30 años      | Borregos ITESM México                         |
| 24                 | Bandera de México | DB           | Cesar Torres       | 32 años      | Leones Anáhuac Norte                          |
| 25                 | Bandera de Canadá | DB           | Nick Parisotto     | 29 años      | University of Guelph                          |
| 29                 | Bandera de México | DB           | Yannic Hernandez   | 30 años      | Burros Blancos IPN                            |
| 34                 | Bandera de México | DB           | Edwin Ibarra       | 36 años      | Linces UVM                                    |
| Equipos Especiales |                   |              |                    |              |                                               |
| 9                  | Bandera de México | K            | Alberto Gonzalez   | 31 años      | Pumas CU UNAM                                 |

### Plantel Campeón
Roster Campeón de la Temporada 2019

### Ganadores MVP Tazón México
| 2019 | Diego Pérez #1 | QB |

### Jugadores Drafteados CFL
| Andres Salgado    | WR | Calgary Stampeders  | Roster |
| Luis López Tinoco | RB | Hamilton Tiger-Cats | Baja   |

## Uniforme
El uniforme original de los Condors era un jersey negro con pants dorados, un casco negro con alas de cóndor doradas a los costados. Actualmente el uniforme es negro completamente, y el casco es dorado con acabado cromado, las alas del cóndor son negras y están menos estilizadas, para esta temporada se utilizó el color blanco para el uniforme alternativo.

### Uniformes anteriores
- 2016-2018

Uniformes históricos
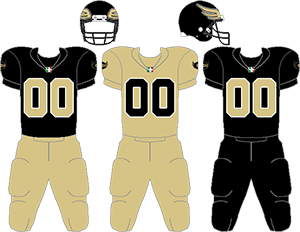
Temporadas 2016-2018

- 2019

Uniformes Actuales
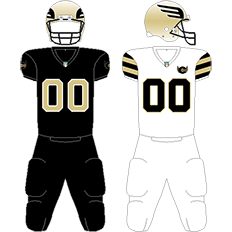
Temporada 2019

- 2020

Uniformes Actuales
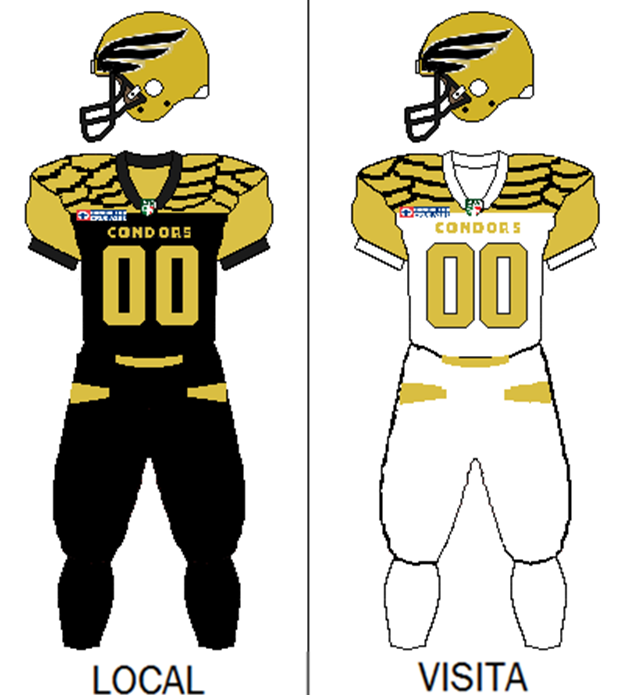
Temporada 2020

### Indumentaria
A continuación se enumeran en orden cronológico el fabricante de las indumentarias del club que ha tenido desde 2016.
| Período   | Proveedor     |
| --------- | ------------- |
| 2016–2018 | Under Armour  |
| 2019      | Dicass Sports |
| 2020      | CDR Sports    |

En el año 2019 Dicass Sports la empresa deportiva proveerá al club de la indumentaria durante la temporada 2019, esto debido al incumpliemiento de la empresa provedora de la LFA(Laufton).

## Instalaciones

### Estadio Jesús Martínez Palillo

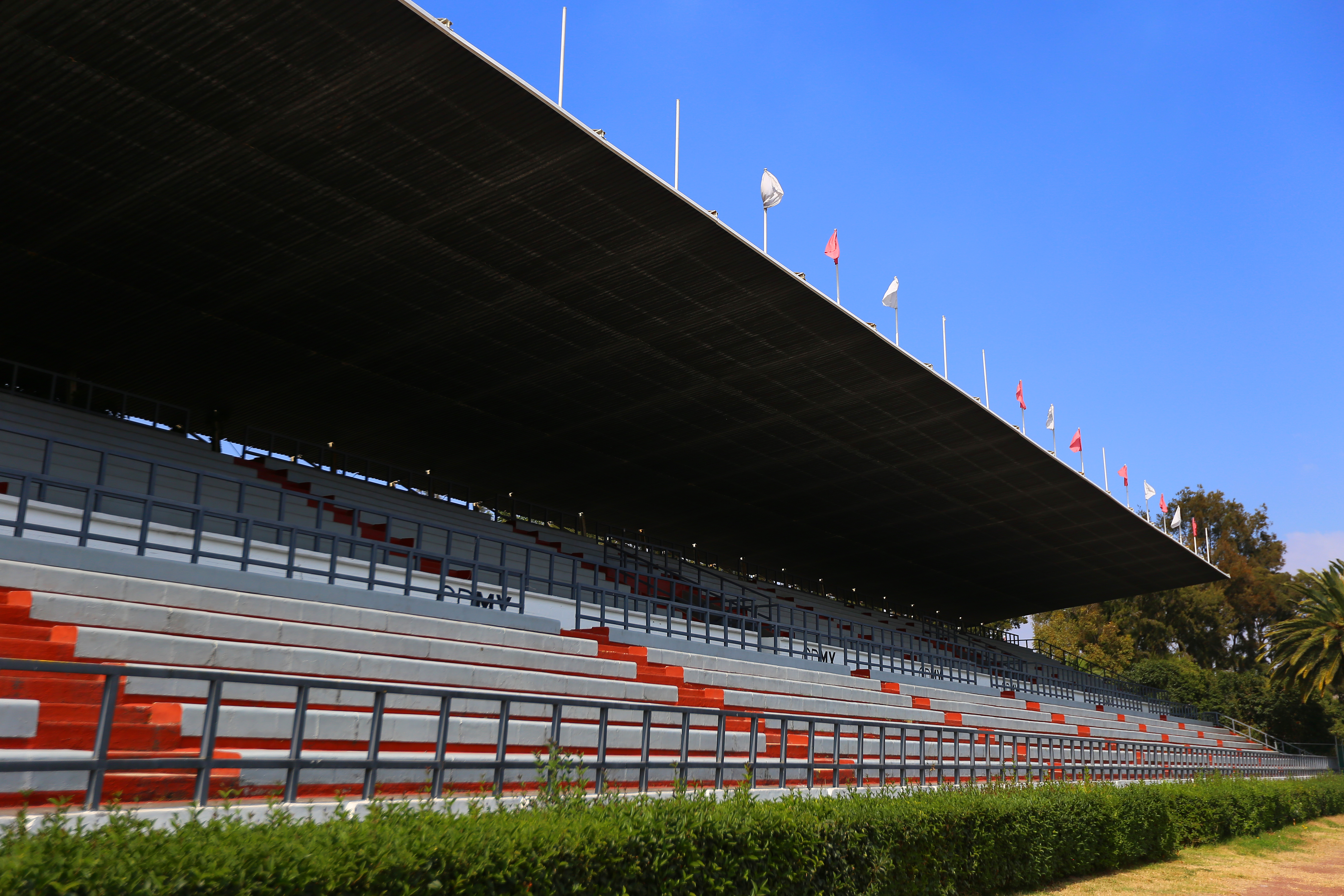
Estadio Palillo

El Estadio Jesús Martínez "Palillo" es un recinto deportivo multiusos que se encuentra ubicado en la Ciudad Deportiva Magdalena Mixhuca, en la Ciudad de México. El estadio cuenta con gradas con capacidad de 6,000 espectadores así como un palco presidencial. Lleva el nombre de su principal patrocinador financiero, el actor cómico Jesús Martínez, más conocido como "Palillo".
Fue la casa de los Condors durante las primeras tres temporadas de la LFA, en las que no se clasificó a postemporada, aun así teniendo una gran afición. Y siendo el 2019 el año en que se mudarían aun estadio propio, que no compartirían con ningún otro equipo de la LFA.

### Estadio Tormenta Negra delITESM Santa Fe
El Estadio Tormenta Negra del ITESM Santa Fe es un recinto deportivo del ITESM Santa Fe con capacidad para 3,000 espectadores, ubicado al sur de la Ciudad de México, dentro del ITESM Santa Fe. El estadio es casa de los equipos de fútbol americano representativos de la institución: los Borregos Salvajes en todas sus categorías, así como de los Condors LFA.
Los Condors anunciaron que para esta 4.ª temporada jugarían como locales en este estadio, en el que no lo compartirán con nadie dentro de la LFA.